# Kronenburg (stins)
De Kronenburg, ook wel: Withuis en Bothniahuis, was een zaalstins in de binnenstad van Sneek.
Het pand was gelegen tussen de Marktstraat en de huidige Leeuwenburg, toentertijd heette dit deel van de stad Waagplein. Het gebouw dankt haar naam aan een gevelsteen met daarop meerdere kronen. In het pand was een welvarende familie gevestigd, mogelijk de familie Van Botnia. Het pand, nabij de Waag, lag achter de rooilijn op een dubbel erf. Volgens kroniekschrijver Eelco Napjus werd het pand door adellijke heren vaak het Withuis genoemd. 
Het gebouw is in 1709 gesloopt.